# César Boutteville
César Boutteville (Thinh Háo, 24 de junio de 1917-Versalles, 21 de mayo de 2015) fue un maestro de ajedrez francés. Era hijo de padre francés y madre vietnamita, y había nacido en Thinh Háo, actualmente parte del distrito urbano Đống Đa de Hanoi. Se mudó con su familia a vivir a Francia en 1929, y se instalaron en Boulogne-sur-Mer; posteriormente César fue a estudiar a Roubaix.

## Trayectoria
Ganó seis veces el Campeonato de Francia de ajedrez (los años 1945, 1950, 1954, 1955, 1959 y 1967) y también el Campeonato de ajedrez de París (1944, 1945, 1946, 1952, 1961, y 1972). En torneos internacionales fue tercero en París 1962-63 (el ganador fue Albéric O'Kelly de Galway), empató en el 10.º lugar en Burdeos y en el 8.º en Le Havre en 1966 (el ganador fue Bent Larsen). Boutteville representó a Francia siete veces en las olimpiadas de ajedrez entre 1956 y 1968. También jugó encuentros amistosos de selecciones contra Suiza (1946), Australia (1946), Checoslovaquia (1947) y la Unión Soviética (1954). A los noventa años todavía seguía jugando. Falleció en su casa de Versalles poco antes de cumplir 98 años.